# U 201
U 201 war ein deutsches U-Boot vom Typ VII C. In Bezug auf den Namen des ersten Kommandanten, des Ritterkreuzträgers Kapitänleutnant Adalbert Schnee, waren auf dem Turm von U 201 zwei Schneemänner aufgemalt. Außerdem trug das Boot das Wappen der Patenstadt Remscheid vorn am Turm.

## Geschichte
Das Boot wurde am 25. Januar 1941 in Dienst gestellt und gehörte zur 1. U-Flottille. Kommandant des Bootes war bis zum 24. August 1942 Kapitänleutnant Adalbert Schnee. Am 25. August 1942 übernahm Günther Rosenberg das Kommando auf U 201. Auf seinen neun Feindfahrten versenkte es 22 Handelsschiffe mit 103.355 BRT sowie zwei britische Kriegsschiffe mit 5.700 BRT und beschädigte 2 Schiffe mit 13.386 BRT.

## Einsätze

### Erste Unternehmung
U 201 lief unter Kommandant Adalbert Schnee am 22. April 1941 zu seiner ersten Feindfahrt aus Kiel aus. Nach einem Zwischenaufenthalt in Bergen vom 27. bis 29. April zur Reparatur eines defekten Kompasses stieß es in den Nordatlantik vor. Südlich von Island versenkte es am 2. Mai den treibenden und verlassenen Tanker Capulet (8.190 BRT), der am 28. April von U 552 torpediert worden war. Am 7. Mai wurde U 201 in der U-Bootaufstellung West auf den Geleitzug OB 318 angesetzt. Am 9. Mai stieß U 201 vor dem Geleitzug auf U 110 und die Kommandanten Schnee und Lemp vereinbarten einen gemeinsamen, zeitlich versetzten Angriff. Während U 110 von der Geleitzugsicherung mit Wasserbomben zum Auftauchen gezwungen und geentert wurde, konnte U 201 den Frachter Gregalia (5.802 BRT) versenken und den Frachter Empire Cloud (5.969 BRT) beschädigen. Im Anschluss wurde U 201 von den Geleitschiffen HMS Amazon, HMS Nigella und HMS St. Apollo mehr als 4 Stunden lang mit Wasserbomben belegt, konnte aber beschädigt entkommen. Die Beschädigungen erwiesen sich gravierender als angenommen, sodass U 201 einige Tage später den Rückmarsch antreten musste und am 18. Mai in Lorient einlief.

### Zweite Unternehmung
Die zweite Feindfahrt von U 201 begann am 8. Juni 1941. Das Boot operierte westlich von Irland zunächst in der Gruppe Kurfürst, ab dem 20. Juni in einer lockeren U-Boot Aufstellung. Ein Ansatz auf den Geleitzug SL 75 am 12. Juni war ohne Erfolg. Ab dem 24. Juni operierte U 201 auf den Geleitzug HX 133, gewann am 27. Juni auch Fühlung, wurde jedoch abgedrängt. Danach kreuzte das Boot bis zum 15. Juli zwischen Rockall Bank und Porcupine Bank westlich von Irland, sichtete aber keine weiteren Schiffe und lief am 19. Juli im U-Boot Stützpunkt Brest ein.

### Dritte Unternehmung
U 201 lief am 14. August 1941 zu seiner dritten Feindfahrt aus. Am 17. August wurde das Boot auf den Geleitzug OG 71 angesetzt, der von einer FW 200 entdeckt worden war. U 201 sichtete den Geleitzug am Abend, konnte in der Nacht zum 18. August jedoch nicht die Geleitzugsicherung durchbrechen. In der Nacht darauf versenkte U 201 den Frachter Ciscar (1.809 BRT) und das Passagierschiff Aguila (3.255 BRT), wobei hohe Menschenverluste entstanden. Am 20. August verlor U 201 die Fühlung mit dem Geleit, die erst am 22. August wieder hergestellt wurde. U 201 verfehlte in der Nacht zum 23. August einen Bewacher und versenkte anschließend die Frachter Stork (787 BRT) und Aldergrove (1.974 BRT). Das Boot trat den Rückmarsch an und lief am 25. August in Brest ein. Kom. Schnee erhielt am 30. August 1941 das Ritterkreuz des Eisernen Kreuzes.

### Vierte Unternehmung
Die vierte Feindfahrt von U 201 begann am 14. September 1941. Wegen eines defekten Ju-Verdichters lief das Boot am 16. September in Brest wieder ein und anschließend am 18. September ins Seegebiet westlich Irlands aus. Am 20. September wurde U 201 auf den Geleitzug OG 74 angesetzt. Von einem Martlet-Flugzeug der HMS Audacity unter Wasser gedrückt, fand es erst am Abend des 21. September wieder Fühlung an einer versprengten Gruppe von 4 Frachtern des Geleitzugs und versenkte 3 von ihnen: die Frachter Runa (1.575 BRT), Lissa (1.511 BRT) und Rhineland (1.381 BRT). Die Operation wurde am 22. September abgebrochen und U 201 auf den entgegenkommenden Geleitzug angesetzt.
Am 25. September sichtete U 201 den Geleitzug HG 73, wurde aber abgedrängt. In der Nacht auf den 27. September 1941 versenkte U 201 den Frachter Siremalm (2.468 BRT) und beschädigte das Fighter Catapult Schiff HMS Springbank so schwer, dass es von der HMS Jasmine versenkt werden musste. In der nächsten Nacht fuhr U 201 einen weiteren Angriff, wobei der Frachter Margareta (3.103 BRT) versenkt wurde. Verschossen trat U 201 den Rückmarsch an und lief am 30. September in Brest ein.

### Fünfte Unternehmung
Das Boot lief am 29. Oktober 1941 zur Feindfahrt südwestlich von Irland und westlich von Portugal aus. Zunächst wurde es jedoch zur Unterstützung von U 81 gesandt, das durch Flugzeugangriffe schwer beschädigt und tauchunklar war. Das Boot wurde nicht gefunden und U 201 setzte am 31. Oktober seinen Ausmarsch fort. Ab dem 1. November 1941 operierte es auf den Geleitzug OS 10, vom 5. November in der Gruppe Störtebecker auf den HG 75 und den SL 91. Ab dem 19. November gehörte das Boot zur Gruppe Gödecke, vom 25. November zur Gruppe Letzte Ritter, die den erwarteten Geleitzug OG 77 nicht finden konnte. Am 4. Dezember trat U 201 den Rückmarsch an und lief am 9. Dezember in Brest ein.

### Sechste Unternehmung
Am 13. Dezember 1941 kam es in Brest durch Überladung der Bootsbatterie zu einem Explosionsunglück auf U 201. Dabei wurden 2 Mann getötet und das Boot schwer beschädigt. Die Reparaturen und die übliche Überholung des Bootes dauerten bis März 1942.
U 201 lief am 24. März 1942 mit Ziel USA aus. Nach Brennstoffergänzung in Lorient ging es mit sparsamer Fahrt an die Ostküste der USA, wo es am 18. April den neutralen, argentinischen Tanker Victoria (7.417 BRT) torpedierte. Erst nach dem 2. Schuss erkannte Kom. Schnee, dass es sich um einen Neutralen handelte und setzte sich daraufhin nach Anweisung des BdU nach Süden ab. Der Tanker konnte eingeschleppt und repariert werden. Am 21. April versenkte U 201 nach langer Jagd den Einzelfahrer Bris (2.027 BRT), am 22. April das Passagierschiff San Jacinto (6.069 BRT) sowie den Frachter Derryheen (7.217 BRT), der auf seiner Jungfernfahrt war. Die folgenden Tage operierte U 201 vor Kap Hatteras, sichtete einen sehr schnellen Truppentransporter und verfehlte 2 Handelsschiffe. Nachdem das Boot einen kleinen Frachter mit 4 Torpedos verfehlt hatte, trat es den Rückmarsch an und lief am 21. Mai 1942 in Brest ein.

### Siebte Unternehmung
Die siebte Feindfahrt von U 201 ging in den Mittelatlantik und entlang der Westafrikanischen Küste bis nach Freetown. Das Boot lief am 27. Juni 1942 mit einem Zwischenhalt in Lorient aus und wurde am 3. Juli zur Gruppe Hai befohlen. Am 5. Juli sichtete U 201 den Blue Star Liner Avila Star (14.443 BRT), den es am 6. Juli versenkte. Am 11. Juli lief der Geleitzug OS 33 in den Vorpostenstreifen. U 201 versenkte den Frachter Cortona (7.093 BRT), der von einer Korvette begleitet wurde. U 116 hatte den Frachter nur wenige Minuten früher angegriffen und beschädigt. Anschließend versenkte U 201 aus dem nun aufgelösten Geleitzug die Frachter Sirius (5.242 BRT) und Sithonia (6.723 BRT). Am 15. Juli konnte das Boot den britischen Tanker British Yeoman (6.990 BRT) nach einer 14-stündigen Verfolgung versenken. Die Gruppe Hai wurde am 20. Juli aufgelöst und U 201 marschierte bis vor den Hafen von Freetown, wo es jedoch keinen Verkehr antraf. Am 25. Juli versenkte es den einzeln fahrenden U-Jagdtrawler Laertes (545 BRT) und trat danach den Rückmarsch an. Das Boot übernahm am 27. Juli einen Verletzten von U 572, das ebenfalls im Seegebiet stand, und lief am 8. August in Brest ein. Für seine Versenkungserfolge (es wurde Versenkungen von 200.000 BRT angenommen) erhielt Adalbert Schnee das Eichenlaub zum Ritterkreuz des Eisernen Kreuzes, übergab das Boot an Günther Rosenberg und wechselte in den Stab des BdU.

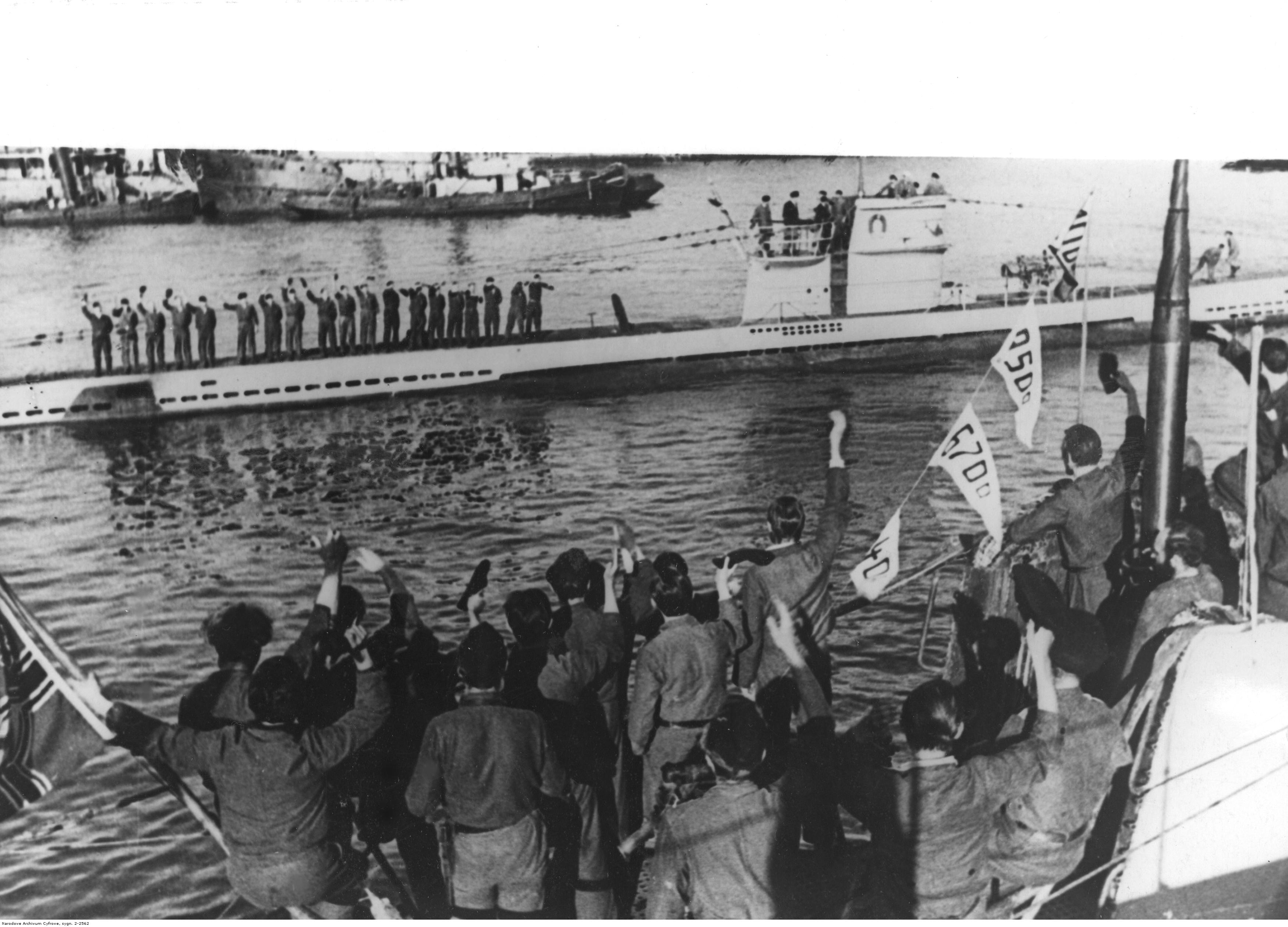
U 201 kehrt von seiner Mission zurück, Juli 1942

### Achte Unternehmung
Unter seinem neuen Kommandanten Günther Rosenberg verließ U 201 am 6. September 1942 Brest und erreichte nach Versorgung durch den U-Tanker U 460 am 16. September und Übergabe eines kranken Besatzungsmitglieds an das rückmarschierende U 217 am 24. September sein Operationsgebiet südöstlich von Trinidad und Tobago. Nach einem Fehlschuss auf einen Bewacher am 1. Oktober versenkte es am Tag darauf den Frachter Alcoa Transport (2.084 BRT). Bei der Verfolgung eines zweiten Frachters wurde U 201 von Flugzeugen erheblich beschädigt. Am 6. Oktober sichtete das Boot den Frachter John Carter Rose (7.191 BRT), den es zusammen mit U 202 nach einer 32-stündigen Verfolgung und 2 fehlgegangenen Angriffen versenken konnte. Nach der Versenkung des Frachters Flensburg (6.421 BRT) am 9. Oktober begann U 201 verschossen den Rückmarsch und lief am 26. Oktober in Brest ein.

### Neunte Unternehmung
U 201 lief am 27. Dezember 1942 aus, wegen Undichtigkeiten aber am 29. Dezember wieder in Brest ein. Nach erfolgter Reparatur lief es am 3. Januar 1943 in den Nordatlantik aus. Vom 8. bis 19. Januar wurde es im Vorpostenstreifen Falke, vom 19. Januar bis 15. Februar 1943 im Vorpostenstreifen Haudegen südöstlich Grönland und nordöstlich Neufundland aufgestellt.

## Verbleib
Am 17. Februar 1943 entdeckte U 69, ein Boot der U-Bootgruppe Haudegen, den Geleitzug ONS 165 im westlichen Nordatlantik. Das Boot, das auf der Suche nach dem Versorgungsboot U 460 war, setzte Peilsignale ab, die U 201 an den Geleitzug heranführten. U 69 wurde von dem britischen Zerstörer Fame durch Rammstoß versenkt. U 201 begann seinerseits Peilsignale abzusetzen, wodurch Kommandant Rosenberg versuchte, nach den Maßgaben der von Karl Dönitz entwickelten Rudeltaktik weitere U-Boote an den Geleitzug heranzuführen. Die Signale ermöglichten es dem Geleitschutz von ONS 165, das Boot per Huff-Duff einzupeilen. Der Zerstörer Viscount versenkte U 201 am 17. Februar 1943 mit Wasserbomben (Lage). Alle 49 Besatzungsmitglieder kamen dabei ums Leben.